# Skórnik myszatek
Skórnik myszatek (Dermestes murinus) – gatunek chrząszcza z rodziny skórnikowatych (Dermestideae). Ma on znaczenie w kryminalistyce do ustalania czasu śmierci ofiary.